# Hilda Heyman
Hilda Fredrika Heyman, född 29 juli 1872 på Vårgårda herrgård, Siene socken, Västergötland, död 9 mars 1955 i Stockholm, var en svensk målare och grafiker. 
Hon var dotter till godsägaren och industriägaren Aron Heyman och Hilda Josefine Davidsson  samt syster till Knut Aron Heyman. Hon studerade för Carl Wilhelmson vid Valands konsthögskola i Göteborg 1897-1900, och för Léger i Paris och kända konstnärer i München och Italien. Under somrarna vid sin tid i Göteborg vistades hon ofta i Vårgårda där hon bland annat dekorerade kakelugnar och rullgardiner i herrgården varav en del finns bevarade. Efter studierna genomförde hon ett stort antal studie- och arbetsresor till Bretagne, Palestina, Cornwall, Lofoten, Spanien och Shetlandsöarna. 

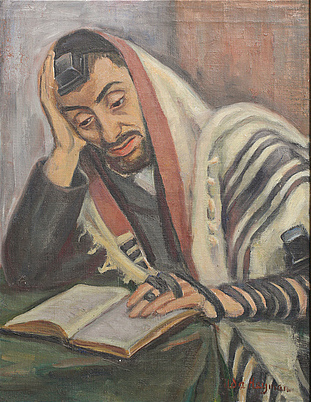
Målning av Hilda Heyman

 Separat ställde hon ut ett flertal gånger i Sverige och utomlands bland annat på Galerie Pleyel i Paris, Gummesons konsthall, Värmlands museum och Örebro läns museum. Tillsammans med Bengt Hedberg ställde hon ut i Östersund och hon medverkade i samlingsutställningar med Sveriges allmänna konstförening och som medlem i konstnärsgruppen De Fries utställningar. Heyman var unik i svensk konst genom sina judiska motiv och var under andra världskriget bosatt i Paris där nazistiska soldater beslagtog hennes tavlor vid en husrannsakan. Märkligt nog fick hon tillbaka sina tavlor oskadda och tyskarna vågade inte trakassera henne, troligen på grund av att hon var svensk medborgare. Hon testamenterade sina kvarvarande tavlor till judiska församlingen men de avböjde och de räddades av en släkting. 1992 anordnades en minnesutställning med hennes målningar och grafik på Judiska Biblioteket i Stockholm. Hennes konst består av porträtt, särskilt av barn, judiska genremotiv, hamnmotiv, miljöbilder från Polens getton, och landskap från Shetlandsöarna och Nordfrankrike utförda i olja gouache eller etsningar. Heyman är representerad vid Göteborgs konstmuseum och Nationalmuseum i Stockholm. Hon utgav 1945 boken Mosaiska kultföremål jämte ett 40-tal målningar samt medverkade med kulturartiklar i Judisk tidskrift.